# Julio Gutiérrez
Julio Ricardo Gutiérrez (14 settembre 1979) è un ex calciatore cileno, di ruolo attaccante.

## Carriera

### Club
Dopo alcune stagioni in patria con l'Unión Española nell'estate 2000 si trasferisce in Italia all'Udinese, con cui però trova poco spazio riuscendo a giocare solo cinque partite nella Serie A 2000-2001. Le due stagioni successive viene ceduto in prestito in Serie B al Messina, dove gioca con continuità contribuendo alla salvezza del club siciliano. Rientrato all'Udinese nell'estate 2003 nella prima parte del campionato di Serie A 2003-2004 scende in campo solo in tre occasioni, venendo quindi dato di nuovo in prestito a gennaio 2004 in Serie B al Pescara. Svincolatosi in estate dal club friulano decide di andare a giocare nel campionato di Serie C1 2004-2005 prima con la Sambenedettese e poi da gennaio con il Grosseto. Terminata l'esperienza italiana si trasferisce per una stagione in Messico al Indios e successivamente ritorna in patria giocando prima con l'Unión Española e poi con l'Universidad Católica.

### Nazionale
Ha partecipato al Campionato sudamericano Under-20 1999. Tra il 2000 ed il 2007 ha invece giocato in totale 5 partite con la nazionale maggiore.

## Statistiche

### Cronologia presenze e reti in nazionale
| Cronologia completa delle presenze e delle reti in nazionale ― Cile | Cronologia completa delle presenze e delle reti in nazionale ― Cile | Cronologia completa delle presenze e delle reti in nazionale ― Cile | Cronologia completa delle presenze e delle reti in nazionale ― Cile | Cronologia completa delle presenze e delle reti in nazionale ― Cile | Cronologia completa delle presenze e delle reti in nazionale ― Cile | Cronologia completa delle presenze e delle reti in nazionale ― Cile | Cronologia completa delle presenze e delle reti in nazionale ― Cile |
| Data                                                                | Città                                                               | In casa                                                             | Risultato                                                           | Ospiti                                                              | Competizione                                                        | Reti                                                                | Note                                                                |
| ------------------------------------------------------------------- | ------------------------------------------------------------------- | ------------------------------------------------------------------- | ------------------------------------------------------------------- | ------------------------------------------------------------------- | ------------------------------------------------------------------- | ------------------------------------------------------------------- | ------------------------------------------------------------------- |
| 9-2-2000                                                            | Valparaíso                                                          | Cile                                                                | 2 – 1                                                               | Australia                                                           | Amichevole                                                          | -                                                                   | 61’                                                                 |
| 15-2-2000                                                           | Valparaíso                                                          | Cile                                                                | 0 – 2                                                               | Slovacchia                                                          | Amichevole                                                          | -                                                                   | 64’                                                                 |
| 14-11-2001                                                          | Santiago del Cile                                                   | Cile                                                                | 0 – 0                                                               | Ecuador                                                             | Qual. Mondiali 2002                                                 | -                                                                   |                                                                     |
| 2-6-2007                                                            | San José                                                            | Costa Rica                                                          | 2 – 0                                                               | Cile                                                                | Amichevole                                                          | -                                                                   | 76’                                                                 |
| 5-6-2007                                                            | Kingston                                                            | Giamaica                                                            | 0 – 1                                                               | Cile                                                                | Amichevole                                                          | -                                                                   | 64’                                                                 |
| Totale                                                              |                                                                     | Presenze                                                            | 5                                                                   |                                                                     | Reti                                                                | 0                                                                   |                                                                     |

## Palmarès

### Club

#### Competizioni nazionali
- Copa Colombia: 1

Indep. Santa Fe: 2009